# Andrea Sandri
Andrea Sandri (Casale Monferrato, 1º aprile 1974) è un allenatore di calcio ed ex calciatore italiano, di ruolo difensore.

## Biografia
È figlio di Piero Sandri, calciatore attivo nei campionati con numerose squadre tra gli anni Sessanta e Ottanta.

## Caratteristiche tecniche
Giocava come difensore centrale, pur potendo ricoprire tutti i ruoli della difesa. Poteva essere impiegato anche come centrocampista difensivo.

## Carriera
Dopo aver militato nelle giovanili dell'Albese e del Bra, debutta da professionista con il Cuneo nel campionato di Serie C2 1991-1992. Resta ai biancorossi fino al 1994, e successivamente milita nell'Adriese, nel Moncalieri e nella Fossanese, sempre nei campionati dilettantistici.
Nel 1997 lascia l'Italia e passa al Lugano, con cui gioca due stagioni contribuendo alla promozione nella massima serie nel 1997. Dopo un'ulteriore annata in Svizzera, in prestito al Chiasso, nel 1999 si trasferisce in Grecia al Kavala, militante nella massima serie ellenica, collezionando 23 presenze.
Nel novembre 2000 rientra in Italia, ingaggiato dal Bra, nel campionato di Serie D. Nelle due stagioni successive ritenta l'esperienza all'estero, giocando con i portoghesi dell'Uniao Madeira, in seconda divisione, prima di tornare a militare in Serie D con la maglia dell'Imperia.
Prosegue a giocare tra i dilettanti liguri fino al termine della carriera, nel 2012 con l'Andora. Subito dopo il ritiro diventa allenatore della squadra ligure, ruolo da cui si dimette nel gennaio 2013. In seguito diventa allenatore dell'Imperiese.